# Hydrobaenus laticaudus
Hydrobaenus laticaudus är en tvåvingeart som beskrevs av Ole Anton Saether 1976. Hydrobaenus laticaudus ingår i släktet Hydrobaenus och familjen fjädermyggor.
Artens utbredningsområde är Alaska. Inga underarter finns listade i Catalogue of Life.